# Elecciones federales de 2018 en Chihuahua
Las elecciones federales en Chihuahua de 2018 se llevaron a cabo el domingo 1 de julio de 2018, y en ellas se renovaron los siguientes cargos de elección popular:
- Presidente de la República. Jefe de Estado y de Gobierno de México, electo por única ocasión para un periodo de cinco años y diez meses sin posibilidad de reelección. El candidato ganador en el estado y elegido a nivel nacional fue Andrés Manuel López Obrador.[3]
- 3 senadores. Miembros de la cámara alta del Congreso de la Unión. Dos elegidos por mayoría relativa y uno otorgado por el principio de primera minoría. Todos ellos por un periodo de seis años a partir del 1 de septiembre de 2018 con posibilidad de reelección por un periodo adicional.
- 13 diputados federales. Miembros de la cámara baja del Congreso de la Unión. Nueve elegidos por mayoría simple y cuatro mediante el principio de representación proporcional a partir de la lista regional por partido correspondiente a la primera circunscripción electoral. Todos ellos electos para un periodo de tres años a partir del 1 de septiembre de 2018 con la posibilidad de reelección por hasta tres periodos adicionales.

Fueron las primeras elecciones federales de Chihuahua que se realizaron al mismo tiempo que una elección local desde los procesos electoral local y federal de 1940.

## Resultados electorales

### Presidente de México
|  | 43.06 % |

|  | 28.49 % |

|  | 16.10 % |

|  | 8.84 % |

|  | 0.11 % |

|  | 96.62 % |

|  | 3.38 % |

|  | 54.39 % |

|  | 45.61 % |

#### Resultados por municipio
| Municipio                | Anaya   | % Anaya | Meade  | % Meade | López Obrador | % López Obrador | Rodríguez | % Rodríguez | NR  | % NR  | Nulos  | % Nulos | Total   |
| ------------------------ | ------- | ------- | ------ | ------- | ------------- | --------------- | --------- | ----------- | --- | ----- | ------ | ------- | ------- |
| Ahumada                  | 2,160   | 32.91%  | 1,813  | 27.62%  | 2,020         | 30.78%          | 300       | 4.57%       | 6   | 0.09% | 264    | 4.02%   | 2,787   |
| Aldama                   | 3,223   | 29.07%  | 2,640  | 23.81%  | 3,810         | 34.36%          | 938       | 8.46%       | 0   | 0.00% | 477    | 4.30%   | 11,088  |
| Allende                  | 1,345   | 26.78%  | 1,561  | 31.08%  | 1,700         | 33.84%          | 260       | 5.18%       | 1   | 0.02% | 156    | 3.11%   | 5,023   |
| Aquiles Serdán           | 1,526   | 24.86%  | 1,723  | 28.07%  | 2,324         | 37.86%          | 400       | 6.52%       | 0   | 0.00% | 165    | 2.69%   | 6,138   |
| Ascensión                | 2,124   | 22.91%  | 1,902  | 20.51%  | 4,327         | 46.67%          | 472       | 5.09%       | 8   | 0.09% | 439    | 4.73%   | 9,272   |
| Bachíniva                | 1,033   | 28.84%  | 506    | 14.13%  | 1,774         | 49.53%          | 86        | 2.40%       | 7   | 0.20% | 176    | 4.91%   | 3,582   |
| Balleza                  | 1,313   | 15.45%  | 4,391  | 51.68%  | 2,164         | 25.47%          | 108       | 1.27%       | 0   | 0.00% | 521    | 6.13%   | 8,497   |
| Batopilas                | 1,096   | 30.80%  | 1,431  | 40.21%  | 491           | 13.80%          | 9         | 0.25%       | 1   | 0.03% | 531    | 14.92%  | 3,559   |
| Bocoyna                  | 4,165   | 29.64%  | 3,029  | 21.56%  | 5,694         | 40.53%          | 284       | 2.02%       | 7   | 0.05% | 871    | 6.20%   | 14,050  |
| Buenaventura             | 2,889   | 26.79%  | 2,400  | 22.26%  | 4,665         | 43.27%          | 403       | 3.74%       | 4   | 0.04% | 421    | 3.90%   | 10,782  |
| Camargo                  | 8,583   | 38.07%  | 3,634  | 16.12%  | 8,006         | 35.51%          | 1,729     | 7.67%       | 1   | 0.00% | 590    | 2.62%   | 22,543  |
| Carichí                  | 1,883   | 39.25%  | 1,693  | 35.29%  | 838           | 17.47%          | 50        | 1.04%       | 0   | 0.00% | 333    | 6.94%   | 4,797   |
| Casas Grandes            | 1,580   | 26.69%  | 555    | 9.38%   | 2,546         | 43.01%          | 862       | 14.56%      | 81  | 1.37% | 296    | 5.00%   | 5,920   |
| Coronado                 | 465     | 29.14%  | 520    | 32.58%  | 512           | 32.08%          | 55        | 3.45%       | 1   | 0.06% | 43     | 2.69%   | 1,596   |
| Coyame del Sotol         | 791     | 45.96%  | 638    | 37.07%  | 214           | 12.43%          | 35        | 2.03%       | 0   | 0.00% | 43     | 2.50%   | 1,721   |
| La Cruz                  | 652     | 27.12%  | 868    | 36.11%  | 630           | 26.21%          | 161       | 6.70%       | 1   | 0.04% | 92     | 3.83%   | 2,404   |
| Cuauhtémoc               | 14,924  | 23.60%  | 7,053  | 11.15%  | 35,373        | 55.93%          | 3,926     | 6.21%       | 64  | 0.10% | 1,903  | 3.01%   | 63,243  |
| Cusihuiriachi            | 794     | 26.87%  | 739    | 25.01%  | 1,152         | 38.98%          | 100       | 3.38%       | 7   | 0.24% | 163    | 5.52%   | 2,955   |
| Chihuahua                | 160,905 | 40.35%  | 49,405 | 12.39%  | 136,196       | 34.15%          | 43,760    | 10.97%      | 258 | 0.06% | 8,264  | 2.07%   | 398,788 |
| Chínipas                 | 358     | 10.75%  | 1,260  | 37.84%  | 1,519         | 45.62%          | 10        | 0.30%       | 6   | 0.18% | 177    | 5.32%   | 3,330   |
| Delicias                 | 17,294  | 26.86%  | 8,093  | 12.57%  | 30,967        | 48.09%          | 6,315     | 9.81%       | 28  | 0.04% | 1,700  | 2.64%   | 64,397  |
| Dr. Belisario Domínguez  | 538     | 31.04%  | 698    | 40.28%  | 366           | 21.12%          | 43        | 2.48%       | 0   | 0.00% | 88     | 5.08%   | 1,733   |
| Galeana                  | 770     | 28.97%  | 449    | 16.89%  | 1,037         | 39.01%          | 283       | 10.65%      | 5   | 0.19% | 114    | 4.29%   | 2,658   |
| Santa Isabel             | 1,357   | 48.83%  | 591    | 21.27%  | 604           | 21.73%          | 138       | 4.97%       | 0   | 0.00% | 89     | 3.20%   | 2,779   |
| Gómez Farías             | 664     | 17.26%  | 738    | 19.18%  | 2,076         | 53.95%          | 151       | 3.92%       | 4   | 0.10% | 215    | 5.59%   | 3,848   |
| Gran Morelos             | 542     | 27.65%  | 770    | 39.29%  | 504           | 25.71%          | 41        | 2.09%       | 0   | 0.00% | 103    | 5.26%   | 1,960   |
| Guachochi                | 6,017   | 27.76%  | 7,680  | 35.43%  | 5,003         | 23.08%          | 622       | 2.87%       | 9   | 0.04% | 2,346  | 10.82%  | 21,677  |
| Guadalupe                | 684     | 26.37%  | 920    | 35.47%  | 789           | 30.42%          | 89        | 3.43%       | 4   | 0.15% | 108    | 4.16%   | 2,594   |
| Guadalupe y Calvo        | 2,584   | 15.90%  | 6,516  | 40.09%  | 5,764         | 35.46%          | 164       | 1.01%       | 5   | 0.03% | 1,220  | 7.51%   | 16,253  |
| Guazapares               | 1,617   | 36.24%  | 1,444  | 32.36%  | 1,016         | 22.77%          | 56        | 1.26%       | 1   | 0.02% | 328    | 7.35%   | 4,462   |
| Guerrero                 | 3,628   | 21.06%  | 3,304  | 19.18%  | 8,837         | 51.31%          | 607       | 3.52%       | 17  | 0.10% | 830    | 4.82%   | 17,223  |
| Hidalgo del Parral       | 12,648  | 25.07%  | 9,023  | 17.88%  | 17,950        | 35.57%          | 8,897     | 17.63%      | 51  | 0.10% | 1,891  | 3.75%   | 50,460  |
| Huejotitán               | 457     | 36.71%  | 410    | 32.93%  | 277           | 22.25%          | 72        | 5.78%       | 0   | 0.00% | 29     | 2.33%   | 1,245   |
| Ignacio Zaragoza         | 1,058   | 32.67%  | 463    | 14.30%  | 1,377         | 42.53%          | 87        | 2.69%       | 3   | 0.09% | 250    | 7.72%   | 3,238   |
| Janos                    | 1,105   | 26.68%  | 595    | 14.37%  | 1,745         | 42.14%          | 434       | 10.48%      | 9   | 0.22% | 253    | 6.11%   | 4,141   |
| Jiménez                  | 3,670   | 20.25%  | 4,578  | 25.26%  | 7,666         | 42.31%          | 1,506     | 8.31%       | 7   | 0.04% | 693    | 3.82%   | 18,120  |
| Juárez                   | 106,836 | 20.43%  | 71,493 | 13.67%  | 277,090       | 52.99%          | 49,056    | 9.38%       | 959 | 0.18% | 17,523 | 3.35%   | 522,957 |
| Julimes                  | 946     | 30.19%  | 675    | 21.54%  | 1,163         | 37.12%          | 163       | 5.20%       | 1   | 0.03% | 185    | 5.90%   | 3,133   |
| López                    | 448     | 17.58%  | 685    | 26.87%  | 1,143         | 44.84%          | 143       | 5.61%       | 0   | 0.00% | 130    | 5.10%   | 2,549   |
| Madera                   | 4,363   | 39.69%  | 1,706  | 15.52%  | 4,078         | 37.10%          | 304       | 2.77%       | 1   | 0.01% | 541    | 4.92%   | 10,993  |
| Maguarichi               | 118     | 14.37%  | 468    | 57.00%  | 169           | 20.58%          | 7         | 0.85%       | 0   | 0.00% | 59     | 7.19%   | 821     |
| Manuel Benavides         | 364     | 25.31%  | 572    | 39.78%  | 458           | 31.85%          | 14        | 0.97%       | 2   | 0.14% | 28     | 1.95%   | 1,438   |
| Matachí                  | 362     | 21.14%  | 417    | 24.36%  | 790           | 46.14%          | 57        | 3.33%       | 0   | 0.00% | 86     | 5.02%   | 1,712   |
| Matamoros                | 876     | 31.77%  | 700    | 25.39%  | 826           | 29.96%          | 219       | 7.94%       | 0   | 0.00% | 136    | 4.93%   | 2,757   |
| Meoqui                   | 4,650   | 25.76%  | 2,637  | 14.61%  | 8,978         | 49.74%          | 1,233     | 6.83%       | 23  | 0.13% | 529    | 2.93%   | 18,050  |
| Morelos                  | 1,611   | 42.72%  | 1,334  | 35.38%  | 593           | 15.73%          | 15        | 0.40%       | 0   | 0.00% | 218    | 5.78%   | 3,771   |
| Moris                    | 965     | 39.23%  | 842    | 34.23%  | 550           | 22.36%          | 13        | 0.53%       | 0   | 0.00% | 90     | 3.66%   | 2,460   |
| Namiquipa                | 2,475   | 26.46%  | 1,773  | 18.95%  | 4,379         | 46.81%          | 320       | 3.42%       | 1   | 0.01% | 407    | 4.35%   | 9,355   |
| Nonoava                  | 1043    | 47.05%  | 722    | 32.57%  | 363           | 16.37%          | 39        | 1.76%       | 0   | 0.00% | 50     | 2.26%   | 2,217   |
| Nuevo Casas Grandes      | 5,221   | 19.78%  | 2,780  | 10.53%  | 13,765        | 52.14%          | 3,669     | 13.90%      | 44  | 0.17% | 919    | 3.48%   | 26,398  |
| Ocampo                   | 1198    | 28.46%  | 1,278  | 30.36%  | 1,483         | 35.23%          | 46        | 1.09%       | 0   | 0.00% | 205    | 4.87%   | 4,210   |
| Ojinaga                  | 5,319   | 44.17%  | 2,734  | 22.71%  | 3,034         | 25.20%          | 560       | 4.65%       | 20  | 0.17% | 374    | 3.11%   | 12,041  |
| Praxedis G. Guerrero     | 810     | 26.42%  | 970    | 31.64%  | 1,039         | 33.89%          | 96        | 3.13%       | 1   | 0.03% | 150    | 4.89%   | 3,066   |
| Riva Palacio             | 928     | 37.39%  | 873    | 35.17%  | 527           | 21.23%          | 48        | 1.93%       | 25  | 1.01% | 81     | 3.26%   | 2,482   |
| Rosales                  | 1,853   | 21.55%  | 1,707  | 19.85%  | 4,217         | 49.04%          | 543       | 6.31%       | 0   | 0.00% | 279    | 3.24%   | 8,599   |
| Rosario                  | 781     | 44.78%  | 599    | 34.35%  | 294           | 16.86%          | 34        | 1.95%       | 0   | 0.00% | 36     | 2.06%   | 1,744   |
| San Francisco de Borja   | 665     | 41.82%  | 538    | 33.84%  | 284           | 17.86%          | 35        | 2.20%       | 0   | 0.00% | 68     | 4.28%   | 1,590   |
| San Francisco de Conchos | 542     | 28.50%  | 501    | 26.34%  | 724           | 38.07%          | 65        | 3.42%       | 0   | 0.00% | 70     | 3.68%   | 1,902   |
| San Francisco del Oro    | 784     | 25.18%  | 785    | 25.21%  | 1,124         | 36.10%          | 304       | 9.76%       | 0   | 0.00% | 117    | 3.76%   | 3,114   |
| Santa Bárbara            | 1,762   | 29.80%  | 1,216  | 20.56%  | 2,009         | 33.98%          | 619       | 10.47%      | 14  | 0.24% | 293    | 4.96%   | 5,913   |
| Satevó                   | 1,220   | 46.19%  | 351    | 13.29%  | 865           | 32.75%          | 82        | 3.10%       | 0   | 0.00% | 123    | 4.66%   | 2,641   |
| Saucillo                 | 4,009   | 28.59%  | 2,729  | 19.46%  | 6,158         | 43.92%          | 713       | 5.08%       | 2   | 0.01% | 411    | 2.93%   | 14,022  |
| Temósachic               | 1,182   | 38.10%  | 676    | 21.79%  | 931           | 30.01%          | 83        | 2.68%       | 2   | 0.06% | 228    | 7.35%   | 3,102   |
| El Tule                  | 707     | 42.87%  | 389    | 23.59%  | 360           | 21.83%          | 58        | 3.52%       | 16  | 0.97% | 119    | 7.22%   | 1,649   |
| Urique                   | 4,160   | 48.91%  | 2,434  | 28.62%  | 1,375         | 16.17%          | 69        | 0.81%       | 1   | 0.01% | 466    | 5.48%   | 8,505   |
| Uruachi                  | 1,131   | 34.42%  | 1,064  | 32.38%  | 849           | 25.84%          | 16        | 0.49%       | 0   | 0.00% | 226    | 6.88%   | 3,286   |
| Valle de Zaragoza        | 1,178   | 42.04%  | 891    | 31.80%  | 544           | 19.41%          | 88        | 3.14%       | 0   | 0.00% | 101    | 3.60%   | 2,802   |

### Senadores por Chihuahua

#### Senadores electos
| Candidato               | Partido | Tipo de elección |
| ----------------------- | ------- | ---------------- |
| Bertha Caraveo Camarena |         | Primera fórmula  |
| Cruz Pérez Cuéllar      |         | Segunda fórmula  |
| Gustavo Madero Muñoz    |         | Primera minoría  |

#### Resultados
|  | 30.14 % |

|  | 21.91 % |

|  | 36.23 % |

|  | 3.80 % |

|  | 2.94 % |

|  | 0.08 % |

|  | 95.09 % |

|  | 4.91 % |

|  | 54.26 % |

### Diputados federales por Chihuahua

#### Diputados electos
| Candidato                    | Partido | Distrito   | Tipo de elección            |
| ---------------------------- | ------- | ---------- | --------------------------- |
| Esther Mejía Cruz            |         | Distrito 1 | Mayoría relativa            |
| Maité Vargas Meraz           |         | Distrito 2 | Mayoría relativa            |
| Claudia Elena Lastra Muñoz   |         | Distrito 3 | Mayoría relativa            |
| Ulises García Soto           |         | Distrito 4 | Mayoría relativa            |
| Mario Mata Carrasco          |         | Distrito 5 | Mayoría relativa            |
| Miguel Riggs Baeza           |         | Distrito 6 | Mayoría relativa            |
| Eraclio Rodríguez Gómez      |         | Distrito 7 | Mayoría relativa            |
| Alan Falomir Sáenz           |         | Distrito 8 | Mayoría relativa            |
| Ángeles Gutiérrez Valdez     |         | Distrito 9 | Mayoría relativa            |
| Patricia Terrazas Baca       |         | N/A        | Representación proporcional |
| Sebastián Aguilera Brenes    |         | N/A        | Representación proporcional |
| Juan Carlos Loera de la Rosa |         | N/A        | Representación proporcional |
| Efraín Rocha Vega            |         | N/A        | Representación proporcional |

#### Resultados
|  | 26.67 % |

|  | 17.34 % |

|  | 2.16 % |

|  | 3.64 % |

|  | 4.06 % |

|  | 2.67 % |

|  | 2.98 % |

|  | 28.36 % |

|  | 2.54 % |

|  | 4.93 % |

|  | 4.62 % |

|  | 100 % |

##### Distrito 1: Ciudad Juárez
|  | 15.26 % |

|  | 10.15 % |

|  | 51.91 % |

|  | 4.86 % |

|  | 2.61 % |

|  | 11.69 % |

|  | 0.07 % |

|  | 96.56 % |

|  | 3.44 % |

|  | 49.09 % |

|  | 50.91 % |

##### Distrito 2: Ciudad Juárez
|  | 26.74 % |

|  | 14.25 % |

|  | 37.80 % |

|  | 5.14 % |

|  | 2.31 % |

|  | 8.88 % |

|  | 0.12 % |

|  | 95.24 % |

|  | 4.76 % |

|  | 49.67 % |

|  | 50.33 % |

##### Distrito 3: Ciudad Juárez
|  | 14.82 % |

|  | 16.38 % |

|  | 40.14 % |

|  | 3.74 % |

|  | 2.63 % |

|  | 17.17 % |

|  | 0.15 % |

|  | 95.03 % |

|  | 4.97 % |

|  | 43.97 % |

|  | 56.03 % |

##### Distrito 4: Ciudad Juárez
|  | 25.81 % |

|  | 14.62 % |

|  | 36.80 % |

|  | 4.50 % |

|  | 2.45 % |

|  | 12.17 % |

|  | 0.08 % |

|  | 96.43 % |

|  | 3.57 % |

|  | 54.55 % |

|  | 45.45 % |

##### Distrito 5: Delicias
|  | 36.09 % |

|  | 19.57 % |

|  | 31.56 % |

|  | 2.66 % |

|  | 5.75 % |

|  | 0.03 % |

|  | 95.67 % |

|  | 4.33 % |

|  | 56.37 % |

|  | 42.63 % |

##### Distrito 6: Chihuahua
|  | 47.81 % |

|  | 14.96 % |

|  | 27.63 % |

|  | 3.79 % |

|  | 2.52 % |

|  | 0.06 % |

|  | 96.77 % |

|  | 3.23 % |

|  | 62.28 % |

|  | 37.72 % |

##### Distrito 7: Cuauhtémoc
|  | 30.50 % |

|  | 20.77 % |

|  | 37.29 % |

|  | 2.58 % |

|  | 2.70 % |

|  | 0.03 % |

|  | 93.87 % |

|  | 6.13 % |

|  | 53.77 % |

|  | 46.26 % |

##### Distrito 8: Chihuahua
|  | 39.65 % |

|  | 15.94 % |

|  | 33.37 % |

|  | 3.99 % |

|  | 3.02 % |

|  | 0.07 % |

|  | 96.05 % |

|  | 3.95 % |

|  | 55.03 % |

|  | 44.97 % |

##### Distrito 9: Hidalgo del Parral
|  | 34.51 % |

|  | 29.78 % |

|  | 20.05 % |

|  | 5.74 % |

|  | 2.46 % |

|  | 0.04 % |

|  | 92.59 % |

|  | 7.41 % |

|  | 62.06 % |

|  | 37.94 % |